# Bread
I Bread erano un gruppo rock degli anni settanta di Los Angeles, California. Sono stati uno dei gruppi più popolari dei primi anni settanta,  precursori di ciò che poi sarebbe stato chiamato soft rock, con una serie di singoli molto ben realizzati e molto melodici.
I componenti della band erano David Gates, Jimmy Griffin, Robb Royer (dal 1968 al 1971), Mike Botts, Larry Knechtel (dal 1971 al 1977).

## La storia
Gates, Griffin e Royer formarono il gruppo nel 1968 e firmarono per la Elektra Records. Sia Gates che Griffin avevano collaborato con la precedente band di Royer, "The Pleasure Fair". Il primo singolo dei Bread, Dismal Day, fu pubblicato nel 1969 ma non si classificò. Il loro album di debutto, intitolato semplicemente Bread, fu pubblicato nel settembre 1969 e si classificò al 127º posto nella Billboard 200. I diritti di composizione per le canzoni si dividevano tra Gates e la coppia Griffin-Royer. Jim Gordon, un sessionman molto conosciuto, suonò con la band alla batteria.
I Bread divennero un quartetto con il secondo album, On The Waters (che arrivò 12° nella Billboard), prendendo Mike Botts come batterista. I loro sforzi questa volta vennero ricompensati, visto che Make It With You arrivò al numero 1 della classifica Billboard Hot 100 ed al numero 5 della Official Singles Chart nel 1970 vincendo il disco d'oro.
Per il loro successivo singolo, incisero una nuova versione di una canzone di Gates (It Don't Matter To Me) già presente nel primo album. Anche questo singolo fu una hit, arrivando decimo. I Bread cominciarono a fare tour e incisero il terzo album nel 1971, intitolato Manna (21º posto), che conteneva la splendida If. Anche qui i diritti furono spartiti tra Gates e Griffin-Royer.
Royer lasciò il gruppo, anche se continuò a scrivere con Griffin, e fu rimpiazzato da Larry Knetchel, un sessionman in vista della scena di Los Angeles. Nel gennaio del 1972, i Bread pubblicarono Baby I'm-a Want You, il loro album più venduto, che arrivò al numero 3 della Billboard. La canzone eponima fu pubblicata nel 1971 e all'uscita dell'album aveva anch'essa raggiunto il 3º posto. Gli altri due singoli, Everything I Own e Diary raggiunsero la top 20.
L'album successivo, Guitar Man, fu pubblicato dieci mesi dopo e arrivò al 18º posto. L'album aveva tre singoli, The Guitar Man (11°), Sweet Surrender (15°) e Aubrey (15°).
Accanto al successo della band c'era però il conflitto tra Gates e Griffin. Tutte le 11 hit dei Bread dal 1970 al 1973 erano composte e cantate da Gates. Inoltre, la Elektra Records soleva mettere la canzone di Gates sul lato A, mentre Griffin sosteneva che i singoli avrebbero dovuto essere divisi tra i due.
Per questo motivo, nel 1973 i Bread si sciolsero. Gates e Griffin avviarono delle non troppo fortunate carriere soliste. Uscì il greatest hits, Best of Bread, che ebbe un successo strepitoso, arrivando al 2º posto e rimanendo in classifica per ben due anni. Ci fu anche un seguito, Best of Bread Volume 2, che uscì nel 1974 e arrivò al 34º posto.
Nel 1976, su richiesta della Elektra Records, il gruppo si riunì. Gates, Griffin, Botts e Knetchel tornarono in studio e registrarono un nuovo album, Lost Without Your Love (gennaio 1977). Il pezzo eponimo (scritto e cantato da Gates) fu l'ultima top 10 hit del gruppo. Quest'album (34º posto) era il settimo di fila che veniva dichiarato disco d'oro. Sempre nel 1977, fu pubblicato un altro singolo, Hooked On You, che fu meno fortunato (60º posto).
Il 1977 finì senza i membri del gruppo avessero un accordo per suonare ancora insieme. Gates e Griffin si imbarcarono in una disputa legale sul nome del gruppo, che fu risolta solo nel 1984.
Nel 1993 lo scrittore Jeffrey Eugenides inserisce Make It with You e The Best of Bread nel suo libro Le vergini suicide, probabilmente a causa della struggente malinconia delle canzoni di questo gruppo.

## Formazione
- David Gates – voce, chitarra, tastiera, basso,violino, percussioni (1968-1973; 1976-1978; 1996–1997)
- Jimmy Griffin – chitarra (1968–1973, 1976–1977; 1996 –1997)
- Larry Knechtel – tastiera (1971-1973;1976–1978;1996–1997)
- Robb Royer –  basso, flauto (1968–1971; 1976-1978; 1996-1997)
- Mike Botts – batteria (1968–1971; 1976-1978; 1996-1997)

## Discografia

### Album

#### Album studio
| Anno | Titolo                 | Vendite     | Billboard 200 |
| ---- | ---------------------- | ----------- | ------------- |
| 1969 | Bread                  | -           | 127°          |
| 1970 | On the Waters          | Disco d'oro | 12°           |
| 1971 | Manna                  | Disco d'oro | 21°           |
| 1972 | Baby I'm-a Want You    | Disco d'oro | 3°            |
| 1972 | Guitar Man             | Disco d'oro | 18°           |
| 1977 | Lost Without Your Love | Disco d'oro | 26°           |

#### Raccolte
| Anno | Titolo                           | Vendite                        |
| ---- | -------------------------------- | ------------------------------ |
| 1973 | The Best of Bread                | Disco di diamante (20 milioni) |
| 1974 | The Best of Bread, Volume 2      | Disco d'oro                    |
| 1982 | The Sound of Bread               | -                              |
| 1985 | Anthology of Bread               | Disco di platino (6 milioni)   |
| 1996 | David Gates and Bread Essentials | -                              |
| 1996 | Retrospective                    | -                              |
| 2002 | Make It with You and Other Hits  | -                              |
| 2006 | The Definitive Collection        | -                              |

### Singoli
| Data              | Titolo                 | Billboard Hot 100 |
| ----------------- | ---------------------- | ----------------- |
| 13 giugno 1970    | Make It with You       | 1°                |
| 26 settembre 1970 | It Don't Matter to Me  | 10°               |
| 2 gennaio 1971    | Let Your Love Go       | 28°               |
| 27 marzo 1971     | If                     | 4°                |
| 17 luglio 1971    | Mother Freedom         | 37°               |
| 23 ottobre 1971   | Baby I'm-a Want You    | 3°                |
| 29 gennaio 1972   | Everything I Own       | 5°                |
| 22 aprile 1972    | Diary                  | 15°               |
| 29 luglio 1972    | The Guitar Man         | 11°               |
| 11 novembre 1972  | Sweet Surrender        | 15°               |
| 3 febbraio 1973   | Aubrey                 | 15°               |
| 27 novembre 1976  | Lost Without Your Love | 9°                |
| 16 aprile 1977    | Hooked on You          | 60°               |